# Wendlandia densiflora
Wendlandia densiflora är en måreväxtart som först beskrevs av Carl Ludwig von Blume, och fick sitt nu gällande namn av Dc.. Wendlandia densiflora ingår i släktet Wendlandia och familjen måreväxter. Inga underarter finns listade i Catalogue of Life.